# Stadtbus Dormagen
Die Stadtbus Dormagen GmbH, kurz SDG, ist eine gemeinsame Tochtergesellschaft der Stadtbad- und Verkehrsgesellschaft Dormagen m.b.H. (SVGD) (88 %) und der Busverkehr Rheinland GmbH (BVR) (12 %). Sie wurde im Jahre 1996 gegründet und ist seit dem 1. Juni 1997 Mitglied im Verkehrsverbund Rhein-Ruhr (VRR). Die Gesellschaft besitzt 17 Komfortniederflurbusse, die auf sieben Linien im Bereich von Dormagen fahren.

## Geschichte

### Vorgeschichte (bis 1998)
Die Vorgeschichte der Stadtbus Dormagen GmbH beginnt bereits lange vor deren Gründung. Bereits im Jahre 1911 wurde die Industriebahn Zons-Nievenheim gegründet, die sich jedoch auf einen „Zubringer- und Abholdienst“ beschränkte. Bis zum Zweiten Weltkrieg entwickelte sich ein reger Transport von Gütern, die von vielen entlang der Schienenachse sesshaften Unternehmen produziert wurden. Nach dem Krieg konnten bereits 1950 wieder knapp 18.000 Waggons mit fast 350.000 Tonnen produzierter Güter transportiert werden. Ein Rekord wird 1984 mit über 580.000 Tonnen erreicht.

### Gründung der SDG
Die Verabschiedung des Bundesregionalisierungsgesetzes am 27. Dezember 1993 sowie des Regionalisierungsgesetzes NW bildeten die rechtlichen Grundlagen zur Gründung eines eigenen städtischen Omnibusverkehrs in Dormagen. Mitte 1995 wurde die Gründung der Verkehrsgesellschaft Dormagen mbH, kurz VGD, zum 1. Juli 1995 beschlossen. Hierbei wurde die bereits bestehende Industriebahn Zons-Nievenheim zu einer städtischen und auf ÖPNV ausgerichteten Verkehrsgemeinschaft erweitert. Im darauffolgenden Jahr wurde eine Zusammenarbeit mit der Busverkehr Rheinland GmbH beschlossen, wobei die BVR die exklusive Betriebsdurchführung behielt; mit 88 % gehörte dennoch die Anteilsmehrheit dem VGD. Die neu gegründete Gesellschaft bekam den Namen Stadtbus Dormagen GmbH.
Die Verträge zwischen BVR, VGD und der Stadt Dormagen wurden am 16. Januar 1997 unterzeichnet, kurz darauf trat die neue Gesellschaft dem VRR und dem VRS bei. Erste umfassende Fahrgastzählungen ergaben, dass schon im ersten Jahr durchschnittlich 5.500 Personen täglich das ÖPNV-Angebot der SDG nutzten. Diese statistischen Werte veranlassten eine frühe Optimierung des Netzes, da die Buslinien an den Wochenenden unausgelastet waren und andere Zielgruppen erreichten als werktags.

## Linien

Hackenbroich, Stadtbus Dormagen

Die sechs Hauptlinien verkehren montags bis freitags von ca. 05:30 bis 21 Uhr. An Sams- und Sonntagen verkehren vier Wochenendexpress-Linien, am Dormagener Bahnhof bestehen Anschlüsse zu allen vier Linien. Nach Betriebsschluss der Tageslinien fahren ab ca. 20:30 Uhr drei Nachtexpress-Linien, die am Dormagener Bahnhof zusammenlaufen. Betriebsschluss ist in den Nächten von Sonntag auf Montag bis Donnerstag auf Freitag um ca. 00:30 Uhr und in den Nächten Freitag auf Samstag, Samstag auf Sonntag und vor Feiertagen um ca. 02:50 Uhr. Seit Ende 2017 gibt es den NE3, der die Anbindung von Rheinfeld und Hackenbroich verbessern soll. Zusätzlich ist ein AnrufLinienTaxi (ALT) vorhanden, das zu festen Zeiten nach telefonischer Anmeldung durch Taxis bedient wird. Die Fahrplankoordination übernimmt die DB Rheinlandbus, die auch vier über das Stadtgebiet hinausreichende Regionallinien und zwei Schülerlinien betreibt, deren Fahrten meist von Subunternehmern durchgeführt werden. Am Dormagener Bahnhof ist ein Kundencenter vorhanden.

### Buslinien
| Linie   | Linienverlauf | Takt (Min.)  |
| ------- | --- | ------------ |
| 880     | Schulbuslinie mit mehreren Verläufen in allen Dormagener Stadtteilen und Köln-Worringen                                                      | unregelmäßig |
| 881     | Hackenbroich – Marktplatz – Dormagen Bf. | 20           |
| 882     | Hackenbroich – Gewerbegebiet Top West – Dormagen Bf.                                                                                         | 20           |
| 883     | Broich – Gohr – Ückerath – Nievenheim – Straberg – Knechtsteden – Delhoven – Dormagen Bf. – Marktplatz                                       | 30           |
| 884     | Delrath – Nievenheim Bf. – Nievenheim – Ückerath – Horrem – Dormagen Bf. – Marktplatz                                                        | 20           |
| 885     | Delrath – Nievenheim Bf. – Nievenheim – Straberg – Knechtsteden – Delhoven – Hackenbroich – Köln-Worringen Bf. – Köln-Worringen – Marktplatz | 60           |
| 886     | Nievenheim Gesamtschule – Nievenheim Bf. – Delrath – St. Peter – Stürzelberg – Stadt Zons – Dormagen Bf. – Marktplatz – Rheinfeld            | 30           |
| WE1 NE1 | Broich – Gohr – Ückerath – Nievenheim – Straberg – Knechtsteden – Delhoven – Dormagen Bf. (– Marktplatz)                                     | 30/60        |
| WE2 NE2 | Marktplatz – Dormagen Bf. – Stadt Zons – Stürzelberg – St. Peter – Delrath – Nievenheim Bf. – Nievenheim – Ückerath                          | 30/60        |
| WE3 NE3 | Rheinfeld – Dormagen Bf. – Hackenbroich | 30/60        |
| WE4     | Dormagen Bf. – Horrem – Dormagen Bf. | 60           |

### Anruflinien
| Linie | Linienverlauf                                                                           | Betriebszeiten |
| ----- | --------------------------------------------------------------------------------------- | -------------- |
| TB1   | Dormagen Marktplatz – Dormagen Augustinushaus – Dormagen Stadtbad Sammys – Dormagen Bf. | 30             |